# عضلة مثنية قصيرة لخنصر اليد
العضلة المثنية القصيرة لخنصر اليد ((Flexor digiti minimi brevis(hand) هي، في علم تشريح الإنسان، أحد عضلات الطرف العلوي.